# Kúbera

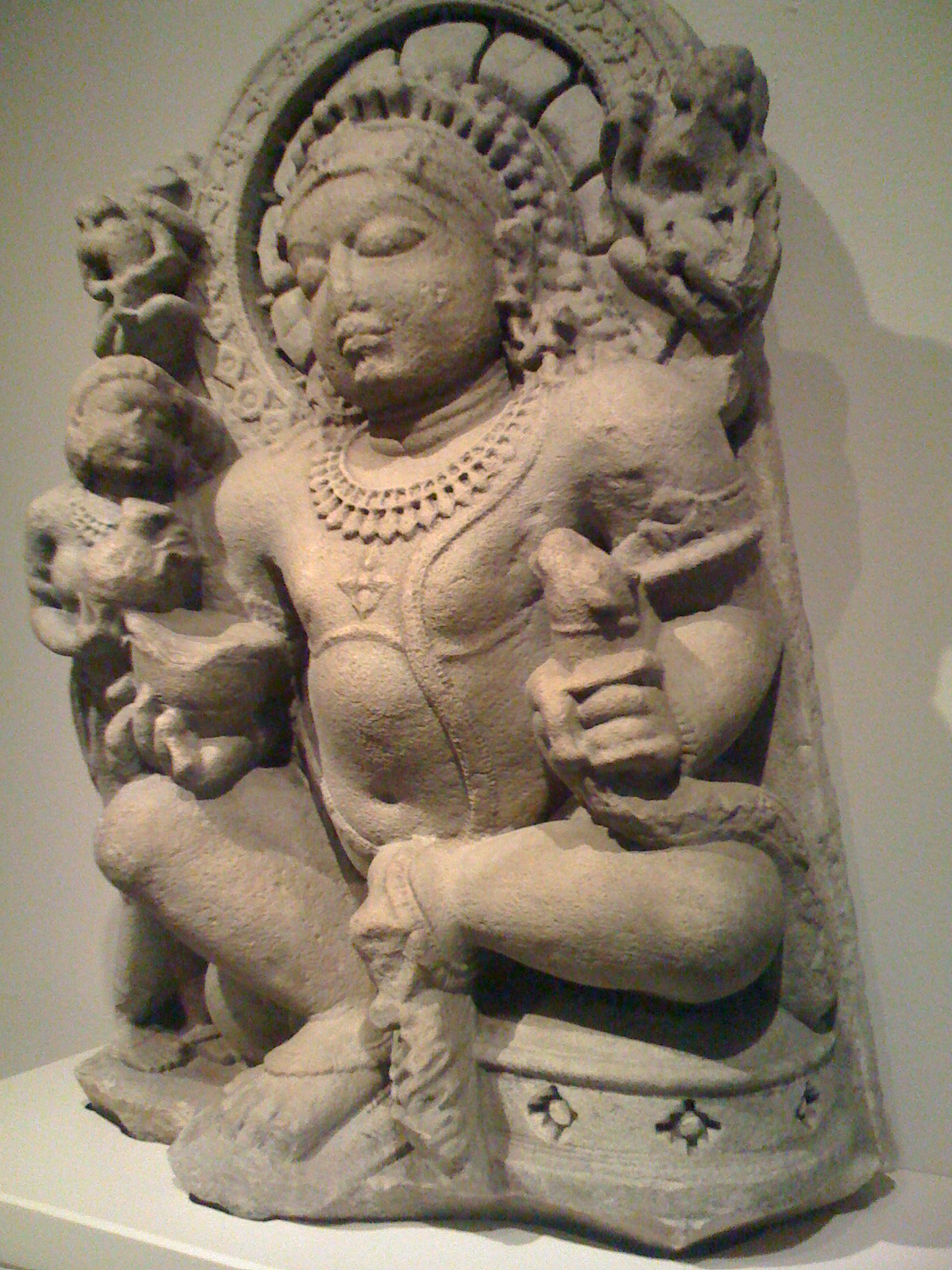
Kúbera. Estatua en arenisca del norte de la India, del siglo X. Actualmente en poder del San Antonio Museum of Art, en San Antonio (Texas).

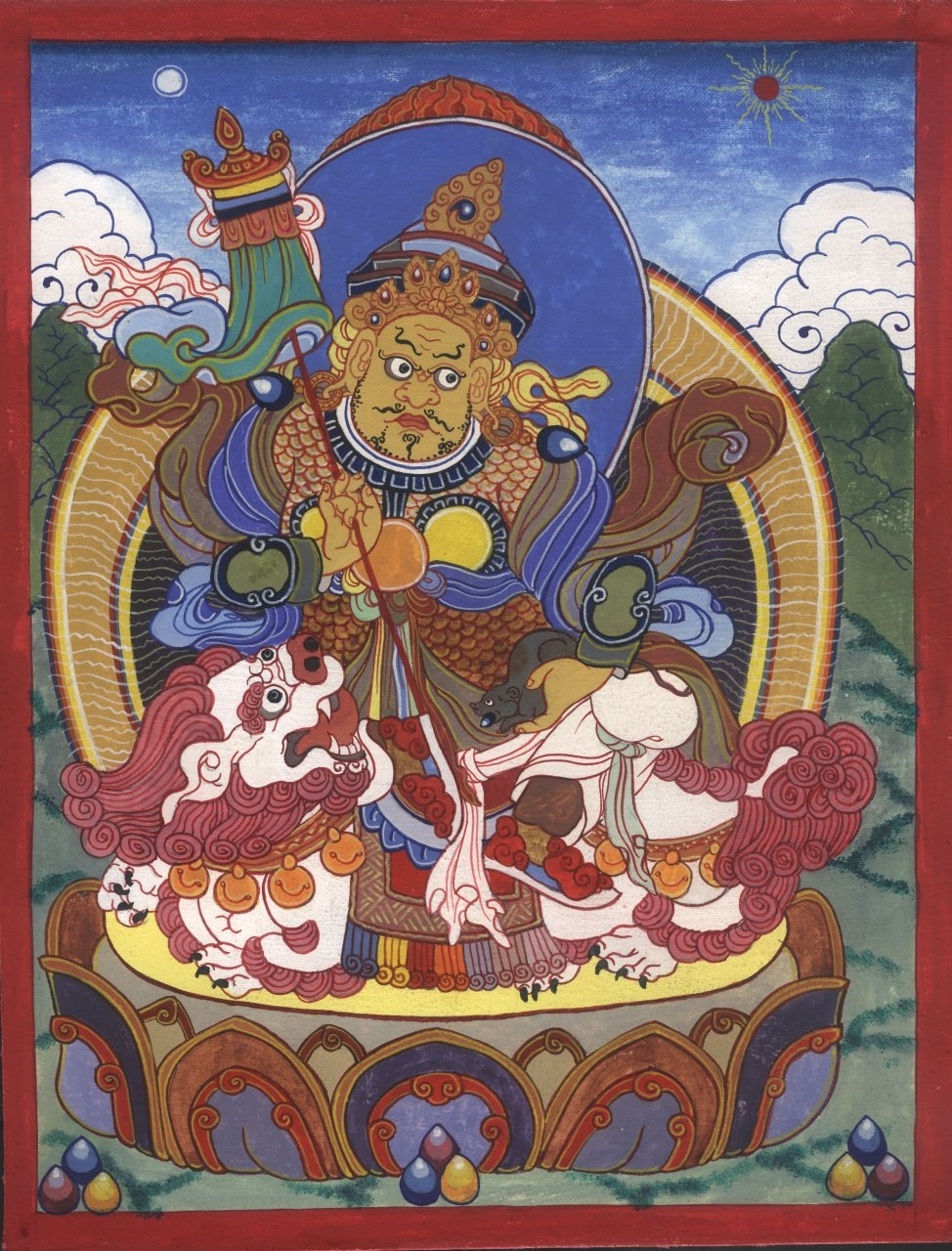
Budista Kubera por Otgonbayar Ershuu

En el marco de la mitología hindú, Kúbera es
el dios de las riquezas,
el rey-dios de los semidivinos iaksás, y
el tesorero de los dioses.
Es considerado como el dikpala (uno de los cuatro ‘protectores de las direcciones’) que protege el norte, y un lokapalá (‘protector del mundo’). Sus numerosos epítetos lo exaltan como el señor de numerosas especies semidivinas y el dueño de los tesoros del mundo. Kúbera es a menudo representado como un varón gordo, adornado con joyas y con un pote con monedas y un garrote. La personificación de la  prosperidad, Riddhi, es la esposa de esta deidad según algunas fuentes.

## Nombre
- kúbera, en el sistema AITS (alfabeto internacional para la transliteración del sánscrito).[2]
  - कुबेर, en escritura devanagari del sánscrito.[2]
- kúvera (en sánscrito tardío), en el AITS.[2]
  - कुवेर, en devanagari.[2]
- Pronunciación: /kúbera/.[2]
- Kuperan en idioma tamil y en idioma tailandés.
- En inglés de la India también puede verse escrito Kuber.

### Etimología
Se desconoce la etimología de la palabra kúbera, ya que posiblemente no surgió del idioma sánscrito. En el hinduismo tardío se sanscritizó como Kúvera (con v en vez de b), una palabra con raíces sánscritas conocidas:
- La raíz ku significa ‘malo’, como en:[2]
  - kúbuddhi (‘mala inteligencia’): malos sentimientos,
  - kulatá: incasta
  - kúnapa ‘cadáver’
  - kúnapa anda (‘huevo muerto’): varón estéril o impotente.
  - kúnasa (‘fea nariz’): el camello,
  - kuni: ‘que tiene un brazo torcido o sin una mano’.
  - kuvīnā (‘feo laúd’), la cítara de los chandalas (los «fuera de casta», de piel más oscura que los arios).
- La palabra vera significa:[2]

- - cuerpo (humano).
  - berenjena
  - azafrán
  - boca (humana).

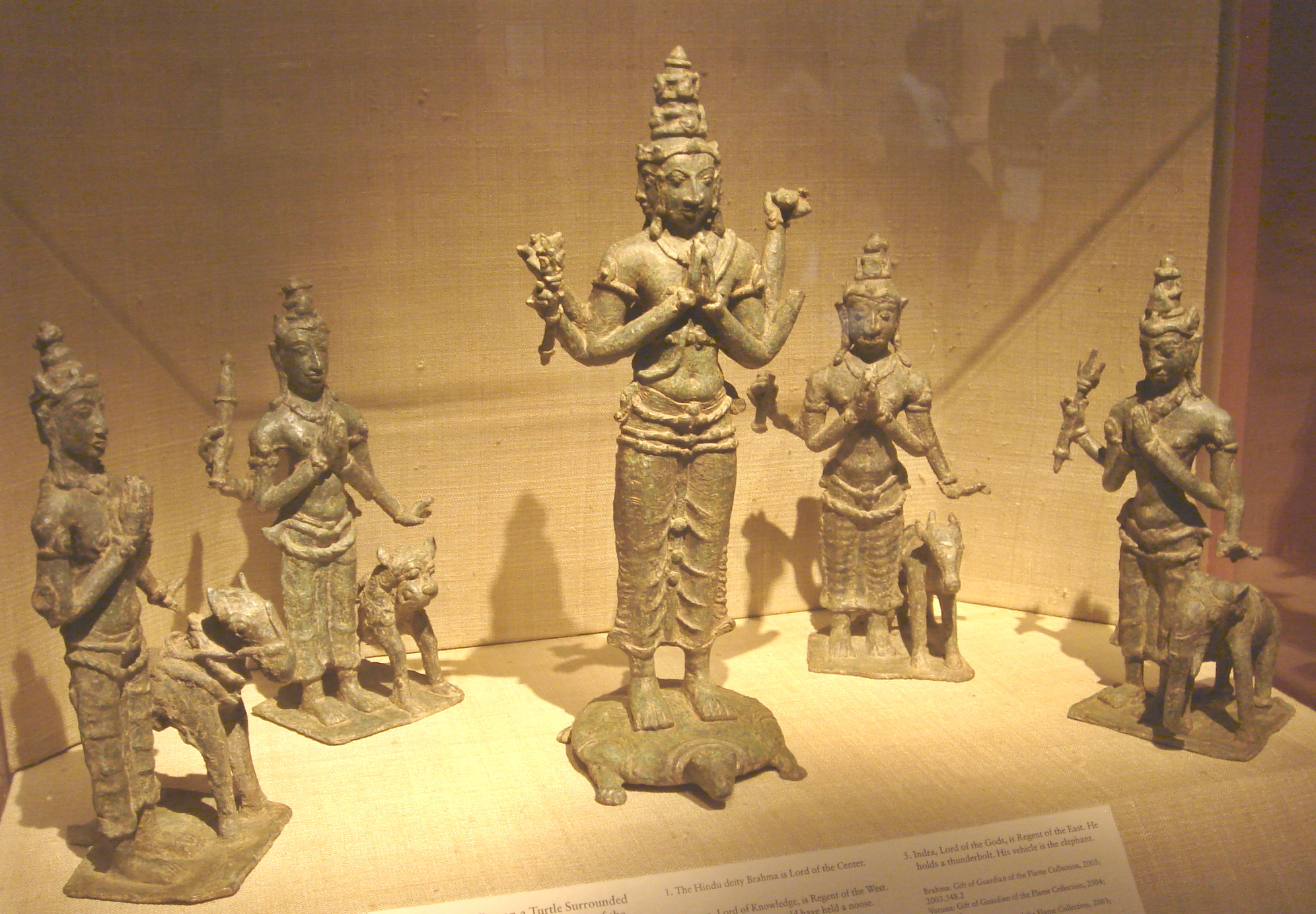
Ídolos del periodo de Anuradhapura (Sri Lanka), siglo IX. El dios Brahmá, de pie en el centro sobre una tortuga, rodeado por los cuatro dik-palas (guardianes de las direcciones cardinales). Detrás de él (desde izquierda a derecha):
- Varuna, dios del oeste y del conocimiento, con su vehículo, un caballo;
- Kúbera, dios del norte y de la riqueza, lleva una maza y un león;
- Iama, dios del sur y de la muerte, con un toro;
- Indra, dios del oriente y de la atmósfera, con un elefante, sosteniendo su arma vashra (el rayo).

El nombre kúvera terminó significando ‘mal cuerpo’, cuerpo deformado o monstruoso. Por eso Kúbera fue representado con tres piernas y solo ocho dientes.
El origen exacto del nombre Kúbera se desconoce.
Una hipótesis sugiere que Kúbera podría derivar de la raíz verbal sánscrita kumba, ‘ocultar’.
En sánscrito tardío, el nombre Kúbera se convirtió en Kúvera, que significa ‘deforme’ o ‘monstruoso’.
Otra hipótesis aventurada sugiere que Kúvera también se dividen de ku (‘tierra’), y virá (‘héroe’).

### Otros nombres de Kúbera
Kúbera recibe muchos nombres:
- Ailavila, como ‘hijo de Ilavila’ (la esposa de Visrava).
- Vaisravaná (en idioma palí, Vessavana) como hijo de Visrava (‘fama’).[5] Vaisravaná se traduce a veces como "hijo de la fama".[3] En cambio el texto budista Nitapa-sutta dice que Vaisravana deriva del nombre de un reino de Kúbera, Visana.[4]
- Ekaksipingala (‘el que tiene un solo ojo amarillo’, siendo eka: ‘uno’, aksí: ‘ojo’, y pingala: ‘amarillo’), porque una vez, Kúbera miró al dios Shivá y a su esposa Párvati con celos, por lo que perdió uno de sus ojos. Parvati después le convirtió este ojo deformado en amarillo.[6]
- Bhutesha (‘señor de los bhuta [espíritus]’), nombre que comparte con el dios Shivá.
- Nara Vajana, ‘aquel cuyo vajana (‘vehículo’ o ‘montura’) es un varón’, porque por lo general se lo representa montando sobre espíritus o sobre un hombre (nara). La traducción más común de nara es ‘hombre, varón’,[6] sin embargo Hopkins interpreta que nara podría ser también ‘espíritus acuáticos’.[7]
- Rajaraja (‘rey de reyes’),
- Dhanadhipati (‘Señor de la riqueza’, siendo dhana: ‘riqueza’, adhipati: ‘líder supremo’) y
- Dhanadá (‘dador de la riqueza’, siendo dhana: ‘riqueza’ y da: ‘el que da’).
- Gujia Adhipa (‘el señor de lo oculto’, el dios de la clandestinidad), en el Átharva-veda.[7]

Sus títulos son a veces relacionados con sus súbditos:
- Iaksá Raya (‘el rey de los iaksás’),
- Raksasa Adhipati (‘el señor de los rakshasas’),
- Gujiaka Adhipa (‘el señor de los gujiakas’),
- Kinnara Raya (‘rey de los kinnaras’),
- Mayu Raya (‘rey de los animales que se asemejan a los hombres’), y
- Nara Raya (‘rey de los hombres’).[3][5][7]

## Demonio védico
En el Rig-veda (el texto más antiguo de la India, de mediados del II milenio a. C.) no se lo nombra, por lo que no existía aún en el panteón védico.
Las primeras menciones aparecen en el Átharva-veda (8.10.28) y el Shatápata-bráhmana. Allí Kúbera era el jefe de los malvados espíritus de la oscuridad.
En esa época era llamado principalmente Vaisravaná (‘hijo de Visrava’).
- Al demonio Rávana (matado por el dios Rama por haber secuestrado a Sita, esposa de éste), se le llamaba Vaisravaná-anu-ya (‘el hermano menor del hijo de Visrava’).
- A la higuera de la India o árbol baniano se lo adoraba como morada del dios: vaisravaná alaya (‘morada de Vaisravaná, el hijo de Visrava’) o vaisravanódaia (‘gloria de Vaisravaná’).

## Dios puránico

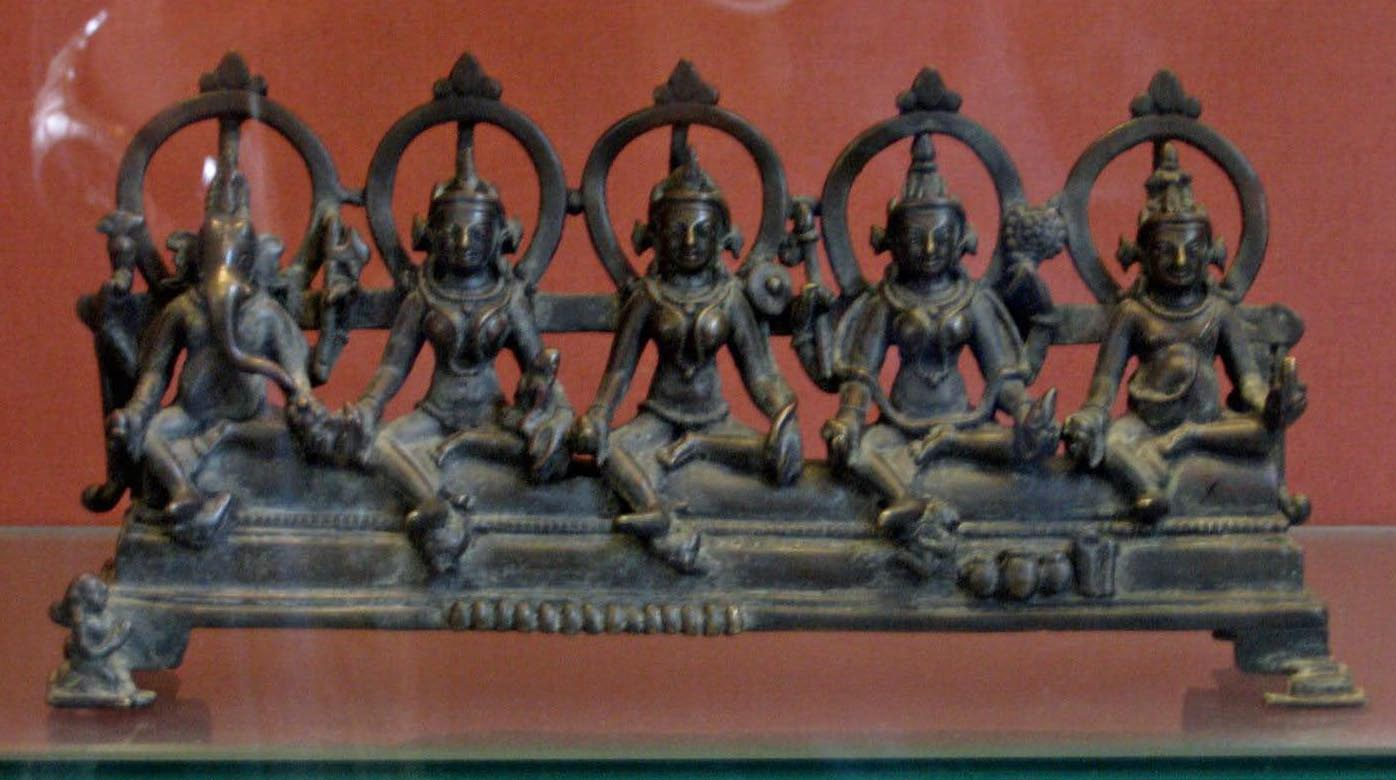
Un bronce del este de la India, instalado como deidades como festejo por el 43.º año de gobierno del rey Majipala I (hacia el 1043 d. C.). Presenta a varios dioses, de izquierda a derecha:
el dios elefante Ganesha, las diosas
Brahmi,
Kumari y
Vaisnavi ―tres de las Matrikas (‘diosas madres’)― y
el dios Kúbera (extrema derecha). Actualmente en poder del Museo Británico (Londres).

Pero desde el Majábharata (texto épico-religioso del siglo III a. C.) en adelante, Kúbera adquirió la condición de un deva (dios).
Posteriormente, según el Majábharata, Kúvera era el dios de las riquezas y los tesoros, regente de la zona norte del mundo (llamada debido a él kúbera-gupta).
Según el Bhagavata-purana (siglo XI d. C.) era hijo del sabio Viśravas (que más tarde sería padre del demonio Rávana) e Idavidá. Según el Jari-vamsa (13131) Kúbera era el jefe de los iakshás y amigo del Señor Shivá.
- Otro nombre de Kúbera es Dravina Pati (‘señor de la riqueza’), Dravina Adhipati (‘líder de la riqueza’), Dravina Indra: ‘el conquistador de la riqueza’).
  - El hijo de Kúbera se llama Dravinendratmayá o Dravinendra Atmashá.
- Un nombre del dios Shivá es Kúbera Bandhava (amigo de Kúbera).
- Uno de los antiguos nombres de los Himalayas era Kúbera-guiri (‘montes de Kúbera’).
- Otro nombre de Kúbera es Kailāsa Nath: ‘señor de Kailasa’.
  - Uno de los antiguos nombres del Kailāsh —el cual era la morada del dios Shivá (quien era entonces conocido como Kailāśa Nikétana ‘morador del monte Kailash’)— era Kúbera-achala (‘montaña de Kúbera’).

El Ramaiana describe que Kúbera gobernó Lanka, pero fue derrocado por su hermanastro, el demonio Rávana, y mudó su ciudad capital a Alaka, en la cordillera del Himalaya. Las descripciones de la gloria y el esplendor de la ciudad de Kúbera se encuentra en muchos Puranas.
Kúbera también se asimiló a los panteones budista y jaina. En el budismo se le conoce como Vaisravana, que usa el patronímico del Kúbera hindú y también se equipara con Pañchika, mientras que en el jainismo se le conoce como Kúbera y como Sarva Anubhuti, y es el asistente del arjat del avasarpini actual.

## Iconografía
Kúbera es a menudo representado como un enano, con la tez blanca y una gran barriga.
A veces se lo representa como un hombre sobre un caballo blanco empenachado.
Kúbera ―como loka-palá― monta el elefante llamado Sarvabhauma.
Él se describe como teniendo tres patas, solo ocho dientes, los ojos una y se adorna con joyas.
La descripción de las deformidades como los dientes rotos, tres patas, tres cabezas y cuatro brazos solo aparecen en los textos puránicos tardíos.
Kúbera sostiene una maza, una granada o una bolsa de dinero en la mano.
También se puede llevar a un montón de joyas o una mangosta. En el Tíbet, la mangosta es considerada un símbolo de la victoria de Kúbera sobre la etnia de los nagas, guardianes de tesoros.
Kúbera se suele representar con una mangosta en la iconografía budista.
En el Visnú-dharmottara-purana, Kúbera se describe como la encarnación de artha (‘riqueza, prosperidad, gloria’) y Artha-sastras, los tratados relacionados con ella y la iconografía que refleja. La complexión de Kúbera se describe como la de las hojas de loto. Monta un hombre-el estado personificado, adornado con ropas y adornos de oro, que simbolizan su riqueza. Su ojo izquierdo es de color amarillo. Lleva una armadura y un collar hasta su gran barriga. El Visnú-dharmottara-purana describe, además, que su rostro se inclina a la izquierda, con barba y bigote, y favorece con dos pequeños colmillos que sobresalen de los extremos de su boca, lo que representa su poder para castigar y otorgar favores. Su esposa Riddhi, representa el viaje de la vida, está sentada en su regazo izquierdo, con la mano izquierda en la parte posterior de Kúbera y la derecha a la celebración de una ratna-patra (‘joya de la olla’).
Kúbera debe ser de cuatro brazos, sosteniendo una gada (símbolo de dandaniti ―administración de justicia―) y un shakti (poder) en la parte izquierda, y las normas que llevan un león ―que representa a artha― y un shibika (‘garrote’, el arma de Kúbera).
Los nidhi (tesoros) Padma y Shankha están junto a él en forma humana, con la cabeza saliendo de un loto y una caracola, respectivamente.
En el Agní-purana se prescribe la adoración al ídolo de Kúbera en los templos: debe estar sentado sobre una cabra, y con un garrote en la mano.
Se prescribe que la imagen de Kúbera debe ser de oro, con atributos multicolores.
En algunas fuentes, especialmente en las representaciones jainas, Kúbera se representa como un borracho, representado con un vaso de néctar en la mano.

## Cambio de estatus y familia
En el Átharva-veda ―donde aparece por primera vez― y en el Shatápata-bráhmana, Kúbera es el jefe de los espíritus malos o espíritus de las tinieblas, y es llamado Vaisravana (hijo de Visrava).
El Shatápata-bráhmana directamente lo llama ‘señor de los ladrones y delincuentes’,
En el Majábharata (siglo III a. C.), Kúbera se describe como el hijo del Prayápati Pulastia y su esposa Idavida, y el hermano del sabio Visrava. Kúbera se describe como nacido de una vaca. Sin embargo, a partir de los Puranas, se le describirá como nieto de Pulastia e hijo de Visrava y de su esposa Ilavida (o Ilivila o Deva Varnini), hija del sabio Bharad Vaya o de Trina Bindu.
En las Leyes de Manu se convierte en un respetable loka-palá (‘protector del mundo’) y patrón de los comerciantes.
En este momento (últimos siglos del I milenio a. C.), aunque todavía se describe como un asura (demonio), a Kúbera se le ofrecen oraciones al final de todos los sacrificios rituales.
Sus títulos, como "el mejor de los reyes" (el Jari-vamsa presenta a Kúbera como "señor de los reyes"), en contraste con el dios-rey de los cielos, Indra, cuyo título es "el mejor de los dioses" condujo más adelante a la creencia de que Kúbera era un hombre.
El Shankaiana-grijia-sutra (texto del siglo VI a. C. relacionado con el antiquísimo Rig-veda) y el
Jirania Keshi (texto del siglo VI a. C. ―previo a la aparición de la no violencia budista― relacionado con el Krisná-iáyur-veda) lo consideran un dios, y ordenan que se le ofrezcan semillas de sésamo, carne y flores.
Las epopeyas Majábharata y Ramaiana (ambos del siglo III a. C. aproximadamente) y los Puranas otorgan a Kúbera una divinidad incuestionable.
Kúbera también alcanzó el título de Señor de las Riquezas y el más rico deva. También se convirtió en un lokapalá (‘protector del mundo’) y uno de los asta-dik-pala (‘cuidadores de las ocho direcciones’: norte, noreste, este, sureste, sur, suroeste, oeste y noroeste), el correspondiente al Norte, aunque a veces también se asocia con el Este.
Los textos Dharma-sastra (de Gautama) y el Dharma-sutra (de Apastamba) lo describen como un ser humano.
La condición de Kúbera como lokapala y dikpala está asegurada en el Ramaiana, pero en el Majábharata, algunas listas no incluyen a Kúbera. Por lo tanto, Kúbera se considera una adición posterior a la lista original de lokapalas, donde en su lugar aparecen los dioses Agní o Soma.
En el Ramaiana se dice que Brahmá ―el dios creador del mundo, y padre de Pulastia, el abuelo de Kúbara― le otorgó a Kúbera
como una recompensa por sus severas penitencias:
la condición de lokapala (protector del mundo),
todas las riquezas del mundo (nidhi),
la igualdad con los dioses, y
el puspaka vímana (un carro volador hecho de flores).
Kúbera entonces gobernó en la ciudad dorada de Lanka, identificada con la actual Sri Lanka.
En el Majábharata se dice que Brahmá le confirió a Kúbera
la condición de lokapala (protector del mundo),
todas las riquezas del mundo (nidhi),
la divinidad,
el puspaka-vímana
la amistad con Shivá,
un hijo llamado Nalakúbera o Nalakúbara, y
y el señorío sobre los demonios Nairratas (que conformaban un ejército invencible).
Tanto el Ramaiana como los Puranas posteriores presentan a los medio-hermanos de sangre de Kúbera. Vísrava, el padre de Kúbera, también se casó con la raksasa (‘caníbal’) princesa Kaikesi, quien crio a cuatro hijos rákshasas:
- Rávana (el principal antagonista en el Ramaiana,
- Kumbhá Karna (gigante, con ‘orejas como ollas’),
- Vibhishana (el hermano sabio) y
- Surpanaka (la horrible demonia que fue torturada por Rama y su hermano Laksmana).[6][14]

El Majábharata se refiere a Visrava como hermano de Kúbera, por lo que Kúbera se describe como el tío de Rávana. Se registra que cuando Kúbera acercaron a Brahmá por el favor de reemplazar a su padre Pulastia, Pulastia creó a Vísrava. Para buscar el favor de Visrava, Kúbera enviaron a tres mujeres para él, por quien Visrava engendró a sus hijos del demonio.
Rávana, después de adquirir una bendición de Brahmá, condujo a Kúbera lejos de Lanka y se apoderó de su pushpaka vimana, que después de la muerte de Rávana volvió a Kúbera. Kúbera luego se instaló en la montaña Gandhamandana, cerca del monte Kailash, la morada del dios Shivá en los Himalaya. A veces, Kailash en sí mismo se llama la residencia de Kúbera. Su ciudad recibe varios nombres:
- Alaka (‘rizo’),
- Alaka Puri (‘ciudad del rizo’),
- Prabhá (‘esplendor’),
- Vasudhara y (‘que mantiene riquezas’).
- Vasu-sthali (‘morada de los tesoros’).[6][3][5]

Allí Kúbera tenía un bosque llamado Chaitra Ratha, donde las hojas eran las joyas y los frutos eran niñas de los cielos. En el bosque hay un encantador lago llamado Nalini.
En las epopeyas, Kúbera se describe a menudo como amigo de Shivá.
El Padma-purana dice que Kúbera le oró a Shivá durante muchos años, y Shivá le concedió el reinado sobre los iaksás.
En el Majábharata y en el Meghaduta aparece una descripción de la magnífica corte de Kúbera. En este caso, gandharvas (bailarines celestiales) y apsaras (cortesanas celestiales) entretienen a Kúbera. Shivá y su esposa Parvati son visitantes frecuentes de la corte de Kúbera, el cual es atendido por seres semidivinos, como
los vidia-dharas,
los kimpúrushas,
los rákshasas, y
los pishachas, así como Padma y Shankha;
tesoros personificados (nidhi), y
Manibhadra, asistente de Kúbera y jefe de su ejército.
Al igual que todos los protectores del mundo, Kúbera tiene siete videntes del Norte en su residencia.
La ciudad de Alaka fue saqueada una vez por Rávana, y atacada una vez por el príncipe pándava Bhimá.
El ejército Nairrata de Kúbera derrotó al rey Muchukunda, quien los derrotó por el consejo de su gurú Vasista. Shukra, el gurú de los demonios, también se recuerda por haber derrotado a Kúbera y robado su riqueza.
Otra historia importante en las Escrituras recuerda como Kúbera entretuvo y dio alojamiento en su palacio al sabio Ashtavakra.
Kúbera es el tesorero de los dioses y señor de los semidivinos
iaksás,
gujiakas,
kinnaras y
gandharvas,
que actúan como sus ayudantes y protectores de las piedras preciosas de la Tierra, así como los guardianes de su ciudad. Kúbera es también el guardián de los viajeros y el dador de riqueza de los individuos que le agradan. Los caníbales ráksasa también sirven a Kúbera, aunque en el Ramaiana, algunos ráksasas se pusiron del lado del rey ráksasa Rávana en la batalla contra Kúbera.
Kúbera se convirtió también en una divinidad menor del matrimonio. Él se invoca junto con el dios Shivá en las bodas y se describe como Kaméswara (‘el señor del sexo’).
Está asociado con la fertilidad del tipo acuático.
El Majábharata y varios Puranas dicen que Kúbera estaba casado con Bhadra (‘auspiciosa’), o Kauberi (‘mujer de Kúbera’), hija del asura (demonio) Mura. Ella también se llamaba Iaksí ―una mujer iaksá― y Charvi (‘esplendor’).
Tuvieron tres hijos:
- Nala Kúbara (sin traducción en sánscrito),[20]
- Maní Grivá (que lleva un collar de joyas)[21] o Varna Kavi (‘poeta colorido’), y
- Maiú Raya (‘rey de los kimpúrushas’ o ‘rey de los animales que se asemejan a seres humanos’),[22] y
- una hija llamada Mina Akshi (‘ojos de pescado’).[8][3][17]

El Majábharata llama a su esposa Riddhi (‘prosperidad’) y a su hijo Nala Kūbara. La diosa de la riqueza Lakshmi se describe a veces como su consorte.
A medida que el tesorero de las riquezas del mundo, Kúbera se prescribe para ser adorado. Kúbera también se acredita el dinero para el dios Venkateshwara (una forma del dios Vishnu), por su matrimonio con Padmavati. En recuerdo de este, razón por la cual los devotos van a Tirupati a donar dinero en Hundi Venkateshwara (la "olla de Donación"), es para que pueda devolver el dinero a Kúbera. Kúbera es adorado con Lakshmi, la diosa de la riqueza durante el Día de la Independencia, que se dedica principalmente a ella. Por lo general en el día Dhanteras.
Mientras Kúbera todavía goza de oraciones como el dios de la riqueza, su papel es en gran medida tomado por el dios de la sabiduría, fortuna y eliminación de obstáculos, Ganesha, con quien se asocia generalmente.

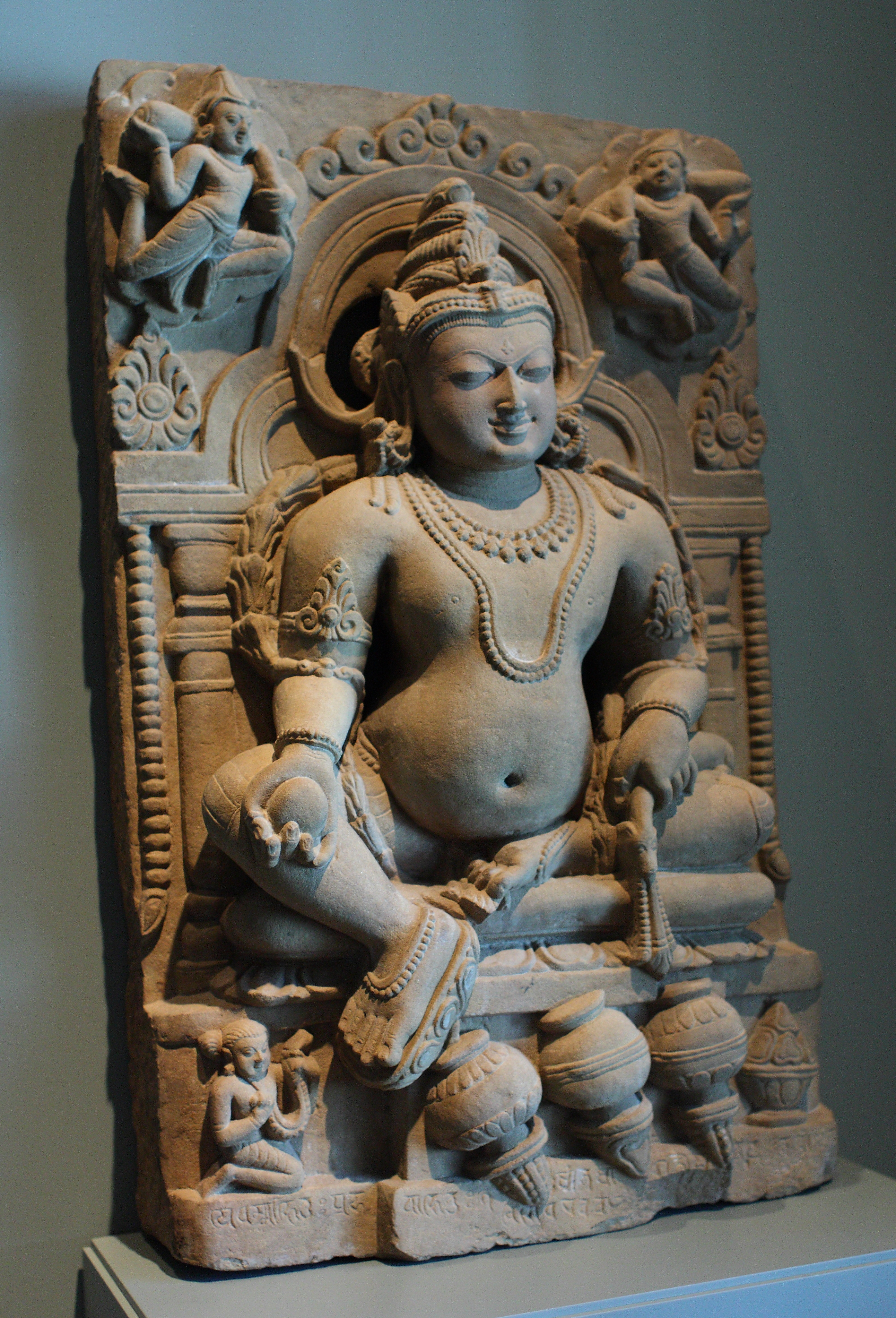
Yambhala, el Kúbera budista, representado de manera muy similar al Kúbera hinduista.

Kúbera se reconoce fuera de la India y del hinduismo también. Kúbera es una figura popular en el budismo, así como en la mitología jaina.
El orientalista Dr. Nagendra Kumar Singh señaló que, "Todas las religiones de la India tiene un Kúbera después del prototipo hindú".
Él es su homónimo en el Vaisravana budista o Jambhala, y el Bishamon japonés. El Vaisravana budista, como el Kúbera hindú, es el rector del Norte, un lokapalá y el señor de los iaksás. Él es uno de los Cuatro Reyes Celestiales, cada uno asociado a una dirección cardinal.
En leyendas budistas, Kúbera también se equipara con Pañchika, cuya esposa Jariti es el símbolo de la abundancia.
La iconografía de Kúbera y Panchika es tan similar en ciertos casos, que ―según comentario de A. Getty―, es extremadamente difícil de distinguir entre ambos.
En el jainismo, Kúbera es el encargado del 19.º Iaksá Mallinath Tirthankar.
Se le suele llamar Sarvanubhuti o Sarvahna, y puede ser representado con cuatro caras, los colores del arco iris y ocho brazos.
La secta digambara (‘cuyas ropas son las cuatro direcciones’: nudistas) del jainismo le da seis armas y tres cabezas, mientras que los sueta-ambaras (‘vestidos de blanco’) lo representan con cuatro a seis brazos, numerosas opciones de armas, aunque siempre presenta una bolsa de dinero y un limón. Puede montar un hombre o un elefante.
Se relaciona con el Jambhala budista en lugar del Kúbera hindú. Se espera que un jaina piadoso lo adore todos los días.

## «Couberen»
La enciclopedia Espasa presenta a Kúvera con el nombre de «Couberen» (?).
Lo define correctamente como una de las divinidades protectoras de los ocho ángulos del mundo, ocupando el séptimo lugar (el lado norte).
Explica que se le adora como dios de las riquezas (aunque avisa que en la India ya no recibe adoración, probablemente desde hace varios siglos).